# Bakács Tibor (újságíró)
Bakács Tibor Tamás (művésznevén: „Settenkedő”) (Várpalota, 1959. szeptember 29. –) magyar újságíró, kritikus.

## Élete
Bakács Tibor saját bevallása szerint Várpalotán született, de Veszprémben nőtt fel, a veszprémi Lovassy László Gimnáziumban érettségizett 1978-ban. 1979 és 1981 között járt a Pécsi Tudományegyetem jogi karára, de 1981-ben otthagyta jogi tanulmányait, és a fővárosba költözött. Az ELTE Bölcsészettudományi Kar magyar-történelem-esztétika szakjaira iratkozott be. 1986-ban szerzett diplomát. 1986–1989 közt a Pázmány Péter Hittudományi Akadémia hallgatója volt.
1989 óta újságíróként dolgozik. Pályafutását a Magyar Televíziónál kezdte, ezt követően a Magyar Narancs kulturális rovatát vezette 1991–1996 között, majd a Wanted magazin rovatvezetője volt 1996–2000 között. Tíz éven át szervezte a Mediawave összművészeti fesztivált. Később az Élet és Irodalom (1996–2004), a Tilos Rádió (1990) és a Magyar Független Film Szövetség (1996), a MOL magazin munkatársa, a Westel Találkozások magazin főszerkesztő-helyettese.
2003 őszétől a TV2 Megasztár című tehetségkutató műsorának zsűritagja volt. Rendszeresen publikált az Elle magazinban, a Nap TV és a Klubrádió műsorvezetőjeként dolgozott.
Miután 2011-ben bolti lopáson érték, elköltözött Magyarországról. Élettársával a Vajdaságban telepedtek le, és szerb állampolgár a közös kisfiuk is. A magyarországi rádiózást azonban nem hagyta abba teljesen, időnként szerepelt a Tilos Rádió műsorában.
2016 márciusában a Tilos rádió kuratóriuma úgy döntött, hogy felfüggesztik régóta futó műsorát, a Honthy és Hannát. A rádió ügyvezetőjének nyilatkozata szerint a műsorában elhangzottak hangneme „egyre többször haladta meg azt, amit mi vallunk”.

## A bulvárhírekben
2011. február 4-én a budakeszi Tescóból megpróbált ellopni egy rúd téliszalámit (és – ahogy az később kiszivárgott videofelvételekből kiderült – egyéb élelmiszereket), de tetten érték. A médiának tett nyilatkozataiban Bakács azt mondta, azért lopott, mert éhes volt, és nem volt pénze ennivalóra. A lopás miatt a Klubrádió felfüggesztette a Bakács által vezetett műsort. A bíróság 2011. április 5-én lopás szabálysértése miatt ötvenezer forint pénzbírságra ítélte. Később a Műcsarnokban kapott helyet egy őt felmagasztaló szentkép.

## Művei
- Bakács Tibor Settenkedő: Földharcos vagyok, kicsim; Katalizátor, Bp., 2011